# Chamaemyces
Chamaemyces is een geslacht van schimmels uit de familie Agaricaceae. De typesoort is Chamaemyces alphitophyllus.

## Soorten
Volgens Index Fungorum telt het geslacht zes soorten (peildatum oktober 2020):
| Soortnaam                                 | Auteur(s)                   | Publicatiejaar |
| ----------------------------------------- | --------------------------- | -------------- |
| Chamaemyces alphitophyllus                | (Berk. & M.A. Curtis) Earle | 1909           |
| Chamaemyces carmelensis                   | M. Didukh & Wasser          | 2004           |
| Chamaemyces fracidus (Druppelparasolzwam) | (Fr.) Donk                  | 1962           |
| Chamaemyces medullaris                    | (Rick) Raithelh.            | 1988           |
| Chamaemyces paraensis                     | Singer                      | 1989           |
| Chamaemyces pseudocastaneus               | (Bon & Boiffard) Contu      | 1990           |